# 斯隆 (愛荷華州)
斯隆（英語：Sloan）是一個位於美國愛荷華州伍德伯里縣的城市。

## 地理
斯隆的座標為42°13′59″N 96°13′28″W / 42.23306°N 96.22444°W，而該地的平均海拔高度為328米（即1076英尺）。

## 人口
根據2010年美國人口普查的數據，斯隆的面積為1.61平方千米，當中陸地面積為1.61平方千米，而水域面積為0.00平方千米。當地共有人口973人，而人口密度為每平方千米604人。